# Liviu Ciulei
Liviu Ciulei (pronunciació en romanès: [ˈlivju t͡ʃjuˈlej] ; 7 de juliol de 1923 - 24 d'octubre de 2011) va ser un director de teatre i cinema, escriptor de cinema, actor, arquitecte, educador, vestuari i escenògraf romanès. Durant una carrera de més de 50 anys, va ser descrit per Newsweek com "una de les figures més atrevides i desafiants de l'escena internacional".
Ciulei és conegut per guanyar el premi al millor director al Festival de Cannes de 1965 per la seva pel·lícula Forest of the Hanged. El 1992 va ser elegit membre corresponent de l'Acadèmia Romanesa. Va rebre una estrella al Passeig de la Fama de Romania a Bucarest el 13 de desembre de 2012.

## Biografia
Nascut a Bucarest i batejat amb el nom de Liviu Ciulei, fou advocat i constructor i va estudiar a l'Institut Gheorghe Lazăr. Després Ciulei va estudiar arquitectura i teatre al Reial Conservatori de Música i Teatre. Va fer el seu debut al teatre l'any 1946, com Puck en una producció del Teatre Odeon del somni d'una nit d'estiu de Shakespeare. Poc després, es va incorporar a la companyia de teatre coneguda com a Teatrul Municipal din București, més tard rebatejada Teatrul Bulandra, i va dirigir la seva primera producció escènica el 1957: The Rainmaker.

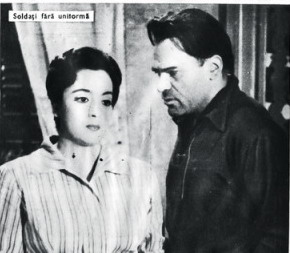
Ciulei actuant a Soldați fără uniformă el 1960

El 1961, Ciulei va obtenir un reconeixement general per la seva versió de Tal com t'agrada de Shakespeare. El mateix any, va ser membre del jurat del 2n Festival Internacional de Cinema de Moscou. Va rebre el premi dels directors al Festival de Cannes de 1965 per Forest of the Hanged, la versió cinematogràfica de la novel·la homònima de Liviu Rebreanu, on també va protagonitzar el paper d'Otto Klapka. A la dècada de 1980, va ser marginat pel règim comunista i traslladat a treballar a l'estudi de cinema Sahia, com a realitzador de documentals.
Ciulei va ser el director artístic del Teatrul Bulandra durant més d'una dècada. Durant el seu mandat al Bulandra va posar en escena un ampli ventall de clàssics. Les seves produccions de Shakespeare inclouen "As You Like it", "Macbeth" i "The Tempest", que va ser guardonada amb el Premi de la Crítica de Romania a la millor producció de 1979. També al Bulandra va posar en escena clàssics europeus com "The Lower Depths" i "The Children of the Sun" de Maxim Gorki , "Danton's Death" de Georg Büchner i "Leonce and Lena" i "Bertolt Brecht". Òpera de tres peniques". Les seves produccions de clàssics nord-americans inclouen "A Streetcar Named Desire" de Tennessee Williams, "The Time of Your Life" de William Saroyan i "Long Day Journey into Night" d'Eugene O'Neill. Ciulei va ser director convidat a molts teatres d'arreu del món: a Berlín Oest, París, Göttingen, Düsseldorf, Munic i Vancouver. A Sydney, va guanyar el 1977 Australian Critics'Award per la seva producció de "The Lower Depths". El 1974 va fer el seu debut americà a l'Arena Stage de Washington, DC, com a director i dissenyador amb " Leonce and Lena ". El 1980 va dirigir i crear escenografies per a l'òpera de Dmitri Xostakóvitx "Lady Macbeth of Mtsensk" al Festival de Spoleto a Itàlia: i el maig de 1982, va redirigir la mateixa òpera per a l'Òpera lírica de Chicago. Entre 1980 i 1985, va ser el director artístic del Guthrie Theatre de Minneapolis. Al Guthrie va dirigir "The Tempest", "Eve of Retirement", "As You Like it", "Rèquiem for a Nun", "Peer Gynt", "The Threepenny Opera", "Three Sisters", "Twelfth Night", i "El somni d'una nit d'estiu", entre d'altres.
De 1986 a 1990, Ciulei va ensenyar direcció de teatre a la Universitat de Colúmbia de Nova York, en el programa MFA en arts teatrals. Més tard, la Universitat de Nova York li va oferir una millor oferta per ensenyar interpretació graduat, i va acceptar un nomenament a la universitat de 1991 a 1995.
Després de la revolució romanesa de 1989, de tornada a la seva Romania natal, Ciulei va dirigir una sèrie de muntatges escènics que van ser aclamats tant pel públic com per la crítica. Va ser nomenat Director d'Honor del teatre que sempre ha estimat més, Bulandra. A més de ser vestuari i escenògraf de la majoria de produccions pròpies, Ciulei, com a arquitecte, va contribuir a la reconstrucció de l'auditori del Teatre Bulandra.

## Família
Es va casar per primera vegada amb l'actriu Clody Bertola, i després a l'escenògrafa Ioana Gǎrdescu. Es va tornar a casar amb la periodista alemanya Helga Reiter, el fill de la qual d'un matrimoni anterior(Thomas Ciulei, ara director de cinema) va adoptar.

## Mort
Ciulei va morir el 24 d'octubre de 2011 en un hospital de Múnic, als 88 anys; havia patit múltiples malalties. El seu cos va ser incinerat i el tema va ser tractat en els debats televisius sobre la incineració de Sergiu Nicolaescu el 2013 sobre com l'acte de cremació no està sancionat per l'Església Ortodoxa Romanesa.

## Filmografia
- În sat la noi (1951) com a Dumitru
- Mitrea Cocor (1951, escriptor)
- Nepoții gornistului (1953, escriptor) com a Bulldogul
- Răsare soarele (1954, escriptor) com a Bulldogul
- Alarma en munți (1955)
- Pasărea furtunii (1957, escriptor)
- Erupția (1957, director)
- Valurile Dunării (1960, director) com a Mihai
- Soldați fără uniformă (1960) com a Bogdan
- Cerul n-are gratii (1962)
- Pădurea spânzuraților (1965, director) com el capità Otto Klapka
- Decolarea (1971) com Vell pilot Barcan
- Decolarea (1971, escriptor) com Manicatide
- Facerea lumii (1972)
- Ceața (1973) com a Comisarul șef
- Dimitrie Cantemir (1973)
- Mușchetarul român (1975) com a Leibnitz
- Mastodontul (1975) com a Vogoride
- O scrisoare pierdută (1977, escriptor/director)
- Falansterul (1979) com a Dinicu Golescu(paper final de pel·lícula)